# Danok Bat Club
El Danok Bat Club és un equip de futbol basc amb seu a Bilbao. Fundat el 1972, el club és conegut principalment per la seva reeixida formació juvenil, que ajuda els jugadors a desenvolupar-se i unir-se a altres clubs sèniors del país.
La seva plantilla Juvenil A juga al Grup II de la Divisió d'Honor Juvenil de Futbol. Els contrincants del grup de la lliga inclouen altres clubs els departaments d'adults dels quals competeixen a diferents nivells, des de la Lliga fins a Tercera Divisió, una altra organització sòlida exclusivament juvenil, Antiguoko, i els equips acadèmics de la Reial Societat, l'Osasuna i l'Athletic de Bilbao, que tenen una fructífera organització i acords de col·laboració amb Danok Bat.
El Juvenil B juga a la Lliga Nacional Juvenil de Fútbol, que és la divisió inferior de la mateixa estructura, i el Juvenil C participa a la Lliga Basca un nivell més avall, com en les lligues d'adults, els diferents equips no poden coincidir a la mateix nivell.

## Jugadors famosos
Nota: La llista està formada per jugadors que han jugat a la Lliga o han assolit l'estatus internacional.
| - Igor Angulo - Bolo - Iñigo Barrenetxea - Ander Capa - Mikel Dañobeitia - Unai Expósito - Iñaki Goitia | - Ibón Gutiérrez - Iago Herrerín - Iñigo Lekue - Andoni López - Sabin Merino - Yeray Álvarez |